# Barbro Lindkvist
Barbro Lindkvist, född 12 september 1966  i Hudiksvall, är en svensk musiker. Hon började sin karriär som elgitarrist i Kurt Olssons damorkester och har under sin karriär medverkat i flera TV-produktioner och turnéer. Hon har spelat med svenska artister såsom Tomas Ledin, Di Leva och Titiyo.
Lindkvist är född och uppvuxen i Hudiksvall i Hälsingland. Barbro, som var den yngsta av tre systrar, växte upp i ett hem där musiken alltid varit en viktig komponent. Hon har tre barn varav ett av dem heter Nelly. Hon intresserade sig tidigt för musik och kom att fokusera på gitarr i tidig ålder. Hon flyttade senare till Stockholm för att studera på musiklinjen på Södra latin, och därefter på flera påbyggnadsutbildningar för gitarrstudier.
2006/2007 medverkade hon som elgitarrist i Maria Möllers julshow "Nu är det Jul igen" på Vasateatern och i REA på Hamburger Börs.
2012 turnerade hon med Janne Schaffer i hans föreställning "Music Story".
Hon var även medlem i countryrockbandet Country Rox.